# Kanaga
Kanaga (en anglès: Kanaga Island; en aleutià: Kanaga) és una illa que forma part del subgrup de les illes Andreanof, a les illes Aleutianes, Alaska.
L'illa fa uns 50 quilòmetres de llarg per entre sis i tretze d'amplada i amb una extensió de 369 km² és la 42a més gran dels Estats Units. En ella destaca la presència del mont Kanaga, un volcà que s'eleva fins als 1.307 msnm, la darrera erupció del qual fou el 1995.

## Història
L'illa de Kanaga va ser visitada per l'explorador anglès James Cook el 1778, sent anomenada Kanaton.